# Andrea Willi
Andrea Willi, née le 25 mai 1955, est une femme politique liechtensteinoise, la première à devenir ministre des Affaires étrangères dans son pays,.

## Études et carrière politique
Andrea Willi est née à Balzers au Liechtenstein et possède un doctorat en philosophie de l'université de Zurich en Suisse.
Elle est ambassadrice auprès de l'Organisation des Nations unies à Genève de 1991 à 1993.
Elle est ministre des Affaires étrangères du Liechtenstein au sein du gouvernement du Premier ministre Mario Frick du 15 décembre 1993 au 5 avril 2001. Elle est membre de l'Union patriotique.